# Україніт
Україніт - різновид безтротильних емульсійних вибухових речовин(ЕВР). Розроблений науковцями Національного гірничого університету, Українського державного хіміко-технологічного університету та ПАТ "ПВП "Кривбасвибухпром".

## Історія створення
26.11.1999 Дніпропетровська ОДА приймає «Цільову регіональну комплексну програму переходу гірничо-збагачувальних комбінатів на безтротилові екологічно чисті вибухові речовини», засновану згідно з «Програмою розвитку вибухової справи в Україні до 2005 року». 17.01.2005 був зареєстрований патент на «Емульсійну вибухову речовину україніт-пп-1». 15.12.2005 зареєстрований патент на «Емульсійну вибухову речовину україніт – пп-2».

## Характеристики
| Україніт ПП-1                                          | Україніт ПП-1                                  | Україніт ПП-1                                  | Україніт ПП-1                                  | Україніт ПП-1                                  | Україніт ПП-1                                  | Україніт ПП-1                                  | Україніт ПП-1                                  | Україніт ПП-1                                  | Україніт ПП-1                                  | Україніт ПП-1                                  | Україніт ПП-1                                  | Україніт ПП-1                                  | Україніт ПП-1                                  |
| ------------------------------------------------------ | ---------------------------------------------- | ---------------------------------------------- | ---------------------------------------------- | ---------------------------------------------- | ---------------------------------------------- | ---------------------------------------------- | ---------------------------------------------- | ---------------------------------------------- | ---------------------------------------------- | ---------------------------------------------- | ---------------------------------------------- | ---------------------------------------------- | ---------------------------------------------- |
| Склад                                                  | 0(прототип)                                    | 1                                              | 2                                              | 3                                              | 4                                              | 5                                              | 6                                              | 7                                              | 8                                              | 9                                              | 10                                             | 11                                             | 12                                             |
| Емульсійна композиція, %                               | 98                                             | 97                                             | 96                                             | 95                                             | 94                                             | 96                                             | 95                                             | 94                                             | 93                                             | 94                                             | 93                                             | 92                                             | 91                                             |
| у т.ч.:                                                |                                                |                                                |                                                |                                                |                                                |                                                |                                                |                                                |                                                |                                                |                                                |                                                |                                                |
| Нітрат амонію(NH4NO3)                                  | 37.3-39.4                                      | 37.3-39.4                                      | 37.3-39.4                                      | 37.3-39.4                                      | 37.3-39.4                                      | 37.3-39.4                                      | 37.3-39.4                                      | 37.3-39.4                                      | 37.3-39.4                                      | 37.3-39.4                                      | 37.3-39.4                                      | 37.3-39.4                                      | 37.3-39.4                                      |
| Нітрат кальцію(Ca(NO3)2)                               | 37-38.5                                        | 37-38.5                                        | 37-38.5                                        | 37-38.5                                        | 37-38.5                                        | 37-38.5                                        | 37-38.5                                        | 37-38.5                                        | 37-38.5                                        | 37-38.5                                        | 37-38.5                                        | 37-38.5                                        | 37-38.5                                        |
| Нафтопродукт                                           | 6.3                                            | 6.3                                            | 6.3                                            | 6.3                                            | 6.3                                            | 6.3                                            | 6.3                                            | 6.3                                            | 6.3                                            | 6.3                                            | 6.3                                            | 6.3                                            | 6.3                                            |
| Емульгатор - оксиетильовані жири тваринного походження | 1.7-2.1                                        | 1.7-2.1                                        | 1.7-2.1                                        | 1.7-2.1                                        | 1.7-2.1                                        | 1.7-2.1                                        | 1.7-2.1                                        | 1.7-2.1                                        | 1.7-2.1                                        | 1.7-2.1                                        | 1.7-2.1                                        | 1.7-2.1                                        | 1.7-2.1                                        |
| Вода                                                   | 13-14                                          | 13-14                                          | 13-14                                          | 13-14                                          | 13-14                                          | 13-14                                          | 13-14                                          | 13-14                                          | 13-14                                          | 13-14                                          | 13-14                                          | 13-14                                          | 13-14                                          |
| Сенсибілізатор - спучений перлітний пісок              | 2                                              | -                                              | -                                              | -                                              | -                                              | -                                              | -                                              | -                                              | -                                              | -                                              | -                                              | -                                              | -                                              |
| Сенсибілізатор - алюміній                              | -                                              | 3                                              | 4                                              | 5                                              | 6                                              | -                                              | -                                              | -                                              | -                                              | -                                              | -                                              | -                                              | -                                              |
| Сенсибілізатор - кремній                               | -                                              | -                                              | -                                              | -                                              | -                                              | 4                                              | 5                                              | 6                                              | 7                                              | -                                              | -                                              | -                                              | -                                              |
| Сенсибілізатор - феросиліцій                           | -                                              | -                                              | -                                              | -                                              | -                                              | -                                              | -                                              | -                                              | -                                              | 6                                              | 7                                              | 8                                              | 9                                              |
| Газогенеруюча добавка ГГД-У(пероксид)                  |                                                |                                                |                                                |                                                |                                                |                                                |                                                |                                                |                                                |                                                |                                                |                                                |                                                |
| Фізична форма                                          | Текуча маса кольору від жовтого до коричневого | Текуча маса кольору від жовтого до коричневого | Текуча маса кольору від жовтого до коричневого | Текуча маса кольору від жовтого до коричневого | Текуча маса кольору від жовтого до коричневого | Текуча маса кольору від жовтого до коричневого | Текуча маса кольору від жовтого до коричневого | Текуча маса кольору від жовтого до коричневого | Текуча маса кольору від жовтого до коричневого | Текуча маса кольору від жовтого до коричневого | Текуча маса кольору від жовтого до коричневого | Текуча маса кольору від жовтого до коричневого | Текуча маса кольору від жовтого до коричневого |
| Теплота вибуху, кДж/кг                                 | 3199                                           | 4196                                           | 4337                                           | 4476                                           | 4613                                           | 4241                                           | 4356                                           | 4469                                           | 4583                                           | 4211                                           | 4282                                           | 4353                                           | 4424                                           |
| Кисневий баланс, %                                     | 0                                              | -0,115                                         | -0,117                                         | -0,119                                         | -0,121                                         | -0,113                                         | -0,115                                         | -0,117                                         | -0,119                                         | -0,109                                         | -0,111                                         | -0,113                                         | -0,115                                         |
| Обʼєм газів вибуху, дм3/кг                             | 615                                            | 800                                            | 794                                            | 785                                            | 780                                            | 799                                            | 796                                            | 793                                            | 787                                            | 769                                            | 759                                            | 751                                            | 741                                            |
| Повнота детонації в патроні діаметром 200 мм і більше  | повна                                          | повна                                          | повна                                          | повна                                          | повна                                          | повна                                          | повна                                          | повна                                          | повна                                          | повна                                          | повна                                          | повна                                          | повна                                          |

| Україніт ПП-2                                             | Україніт ПП-2                                  | Україніт ПП-2                                  | Україніт ПП-2                                  | Україніт ПП-2                                  | Україніт ПП-2                                  | Україніт ПП-2                                  |
| --------------------------------------------------------- | ---------------------------------------------- | ---------------------------------------------- | ---------------------------------------------- | ---------------------------------------------- | ---------------------------------------------- | ---------------------------------------------- |
| Склад                                                     | 0(прототип)                                    | 1                                              | 2                                              | 3                                              | 4                                              | 5                                              |
| Емульсійна композиція, %                                  | 98                                             | 99.7                                           | 99.5                                           | 99.0                                           | 98.5                                           | 98.0                                           |
| у т.ч.:                                                   |                                                |                                                |                                                |                                                |                                                |                                                |
| Нітрат амонію(NH4NO3)                                     | 37.3                                           | 69.5                                           | 64.0                                           | 52.3                                           | 41.0                                           | 35.5                                           |
| Нітрат кальцію(Ca(NO3)2)                                  | 39.0                                           | 10.0                                           | 15.0                                           | 25.0                                           | 35.0                                           | 40.0                                           |
| Нафтопродукт                                              | 6.5                                            | -                                              | -                                              | -                                              | -                                              | -                                              |
| Оксиетильовані жири тваринного походження                 | 2.2                                            | -                                              | -                                              | -                                              | -                                              | -                                              |
| Емульгатор "Україніт"                                     | -                                              | 5.5                                            | 6.0                                            | 7.5                                            | 9.0                                            | 9.5                                            |
| Вода                                                      | 15.0                                           | 15.0                                           | 15.0                                           | 15.0                                           | 15.0                                           | 15.0                                           |
| Спучений перлітний пісок                                  | 2.0                                            | -                                              | -                                              | -                                              | -                                              | -                                              |
| Газогенеруюча добавка ГГД-У                               | -                                              | 0.3                                            | 0.5                                            | 1.0                                            | 1.5                                            | 2.0                                            |
| Фізична форма                                             | Текуча маса кольору від жовтого до коричневого | Текуча маса кольору від жовтого до коричневого | Текуча маса кольору від жовтого до коричневого | Текуча маса кольору від жовтого до коричневого | Текуча маса кольору від жовтого до коричневого | Текуча маса кольору від жовтого до коричневого |
| Теплота вибуху, кДж/кг                                    | 2830                                           | 2820                                           | 2870                                           | 2940                                           | 2960                                           | 2930                                           |
| Кисневий баланс, %                                        | -0.3                                           | +1.80                                          | +1.62                                          | -0.18                                          | -2.15                                          | -2.52                                          |
| Обʼєм газів вибуху, дм3/кг                                | 777                                            | 924                                            | 892                                            | 843                                            | 762                                            | 730                                            |
| Зменшення щільності ЕВР після введення сенсибілізатора, % | 1.9                                            | 2.5                                            | 4.0                                            | 7.2                                            | 8.1                                            | 8.8                                            |
| Критичний діаметр, мм                                     | 150                                            | 120                                            | 100                                            | 90                                             | 80                                             | 80                                             |

## Технологія виробництва[5]
Україніт ПП-1
Спочатку проводиться приготування гарячого бінарного розчину окислювача(БРО).Процес приготування гарячого БРО проводиться в наступному порядку. Зважена рецептурна доза гранульованої кальцієвої селітри навантажувачем подається в приймальний бункер. Гаряча вода з ємності подається в мірник для води, з мірника рецептурна доза води зливається в реактор. З приймального бункера кальцієва селітра подається в реактор і перемішується з водою при температурі 100 – 110°С до повного розчинення. Після спорожнення приймального бункера в нього, навантажувачем, завантажується зважена рецептурна доза гранульованої аміачної селітри. Потім виконується відключення подачі теплоносія в реактор і в розчин кальцієвої селітри з приймального бункера подається аміачна селітра. Перемішування вмісту реактора проводиться до повного розчинення аміачної селітри і отримання БРО. При цьому кінцева температура БРО повинна бути 75 – 80°С. Контроль технологічного процесу ведеться шляхом вимірювання денсиметром густини готового розчину. Вона повинна відповідати значенням 1,67 - 1,69 г/см3. Після цього отримують емульсійну композицію.
Технологічний процес отримання емульсійної композиції проводиться в наступному порядку. Емульгатор "Україніт" насосом перекачується з ємності-накопичувача емульгатора в мірник для емульгатора. Порція БРО з реактора насосом перекачується в мірну ємність для окислювача. З мірника для емульгатора по трубопроводу самопливом порція емульгатора зливається в міксер. Потім включається мішалка міксера і з мірника для окислювача по трубопроводу гарячий БРО самопливом подається в міксер. Час перемішування дорівнює часу закінчення БРО в міксер і становить 5-6 хв. Контроль технологічного процесу здійснюється за допомогою денсиметра. Контрольні значення щільності суміші 1,5±0,05 г/см3. Після закінчення змішування емульсійна композиція з міксера перекачується в попередньо промиту і пропарену ЗЗМ "Акватол" або в машину типу ДРОМ, або ж в ємність-накопичувач. Цикл приготування емульсійної композиції повторюється.
Після цього проводиться технологічний процес приготування ЕВР. Емульсійна композиція з пункту приготування або пункту зберігання доставляється на перевантажувальний пункт за допомогою ЗЗМ "Акватол". Якщо емульсійна композиція поставляється на перевантажувальний пункт постачальною машиною ДРОМ, то вона переливається в ЗЗМ "Акватол". За допомогою автокрана або іншого обладнання зважена рецептурна доза сенсибілізатора з постачальної машини через лоток зсипається в ЗЗМ "Акватол" при включених перемішуючих валах. Перемішування заданої дози сенсибілізатора з емульсійної композицією проводиться в бункері ЗЗМ протягом 40-45 хвилин до утворення однорідної маси.
Технологічний процес заряджання свердловин ЕВР Україніт-ПП проводиться ЗЗМ "Акватол" підстовп води з дотриманням всіх правил по експлуатації машини. З огляду на вищевикладене, пропонується використовувати такі технологічні схеми комплексної механізації вибухових робіт на гірничодобувних підприємствах з використанням ЕВР Україніт-ПП:
Перший варіант - на прикар’єрному стаціонарному пункті готують емульсійну композицію, доставляють її за допомогою ЗЗМ або ДРОМ на перевантажувальний пункт, додають барвник (порошок металу), готують ВР і заряджають її в свердловини.
Другий варіант - емульсійну композицію готують на хімічному заводі, доставляють її залізничними цистернами на прикар’єрний пункти зберігання, за допомогою ЗЗМ або ДРОМ доставляють емульсійну композицію на перевантажувальний пункт. На перевантажувальному пункті додають барвник (порошок металу), готують ВР і заряджають її в свердловини.
Україніт ПП-2
Україніт ПП-2 готується на місцях проведення вибухових робіт також в дві стадії. Перша стадія в точності відповідає першій стадії приготування Україніту ПП-1 і здійснюється за тією ж схемою, але емульком завантажується в бункер ЗЗМ «Україніт», яка має спеціальну ємність для розміщення в ній газогенеруючої добавки (ГГД) у вигляді прозорої рідини, що містить пероксид .Приготування Україніту ПП-2 полягає в змішуванні під час процесу заряджання свердловини емулькому з ГГД, в результаті чого емульком насичується найдрібнішими бульбашками кисню та ними сенсибілізіруєтся. Тому на другій стадії ЗЗМ «Україніт» надходить на перевантажувальний пункт кар'єра, де проводиться заповнення ємності для ГГД. Потім ЗЗМ направляється в кар'єр і приступає до заряджання свердловин. Перед операцією заряджання включається поршневий насос-дозатор емулькому, за допомогою якого не тільки перекачується порціями емульком, але і вприскується в кожну порцію задана доза ГГД. Проводиться взяття проби через наявний пробовідбірник. Порція зливається в мірний циліндр (близько 200 г). Внаслідок реакції ГГД з емулькому утворюються бульбашки кисню і змінюється обсяг проби в мірному циліндрі. За норму прийнята зміна обсягу не менше ніж на 6% за 20-30 хв. При досягненні норми, щільність емульсійної ВР повинна бути не вище 1,3 г/см3. Після цього приступають до заряджання свердловин. При цьому оператор встановлює на пульті управління задану для заряджання свердловини вагу заряду, опускає в свердловину шланг до дна і включає насос-дозатор. Після вивантаження заданої ваги заряду насос зупиняється, оператор піднімає шланг і дає сигнал водієві ЗЗМ про переїзд до наступної свердловині. Після цього цикл повторюється. ЗЗМ «Україніт» має кілька ступенів захисту: насос-дозатор відключається, якщо не надходить ГГД, якщо не надходить емульком, якщо стався обрив зарядного шланга, якщо температура і тиск в насосі-дозаторі перевищують норму. Будь-яке відхилення від норми супроводжується звуковим і світловим сигналом.

## Переваги
•Екологічність (завдяки використанню нешкідливих для навколишнього середовища компонентів: нітрату амонію та нітрату кальцію);
•Безпечність (усі компоненти до змішування не виявляють вибухових властивостей, а сам процес приготування ВР проводиться перед підриванням на території гірничого підприємства);
•Універсальність (завдяки своїй фізичній формі(емульсія) ВР підходить як для обводнених, так і для необводнених свердловин);
•Незалежність від імпорту (усі компоненти ВР є вітчизняним продуктом);